# Trouessartia jedliczkai
Trouessartia jedliczkai är en spindeldjursart som först beskrevs av Zimmermann 1894.  Trouessartia jedliczkai ingår i släktet Trouessartia, och familjen Trouessartiidae. Arten är reproducerande i Sverige.